# Santa Ana Pacueco
Santa Ana Pacueco är en ort i Mexiko.   Den ligger i kommunen Pénjamo och delstaten Guanajuato, i den centrala delen av landet, 300 km väster om huvudstaden Mexico City. Santa Ana Pacueco ligger 1 686 meter över havet och antalet invånare är 10 052.
Terrängen runt Santa Ana Pacueco är platt åt nordost, men åt sydväst är den kuperad. Runt Santa Ana Pacueco är det ganska tätbefolkat, med 104 invånare per kvadratkilometer. Närmaste större samhälle är La Piedad Cavadas, 1,6 km väster om Santa Ana Pacueco. Trakten runt Santa Ana Pacueco består till största delen av jordbruksmark.